# Симерспорт (Луизијана)
Симерспорт (енгл. Simmesport) град је у америчкој савезној држави Луизијана.

## Демографија
По попису из 2010. године број становника је 2.161, што је 78 (-3,5%) становника мање него 2000. године.
| Група             | 2000.         | 2010.         |
| Белци             | 1.156 (51,6%) | 1.056 (48,9%) |
| Афроамериканци    | 1.045 (46,7%) | 1.049 (48,5%) |
| Азијати           | 5 (0,2%)      | 5 (0,2%)      |
| Хиспаноамериканци | 17 (0,8%)     | 24 (1,1%)     |
| Укупно            | 2.239         | 2.161         |